# VW Citi Golf

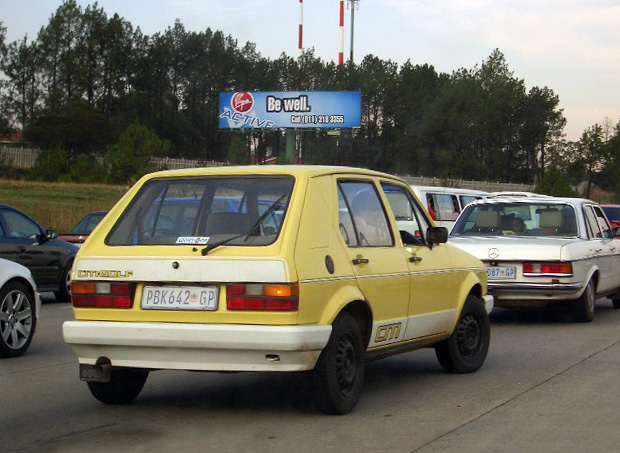
VW Citi Golf auf südafrikanischer Autobahn

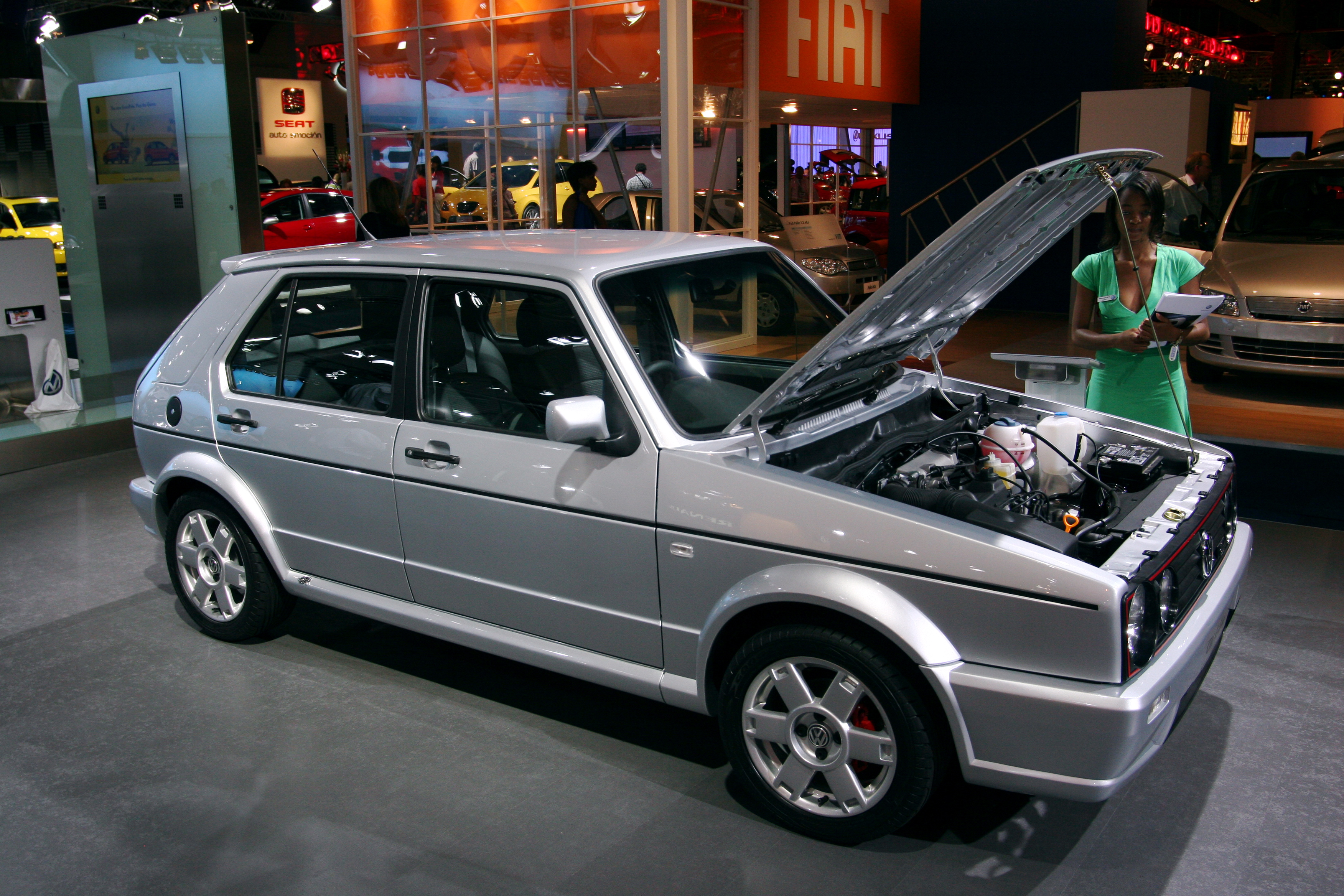
VW Citi Golf R-Line

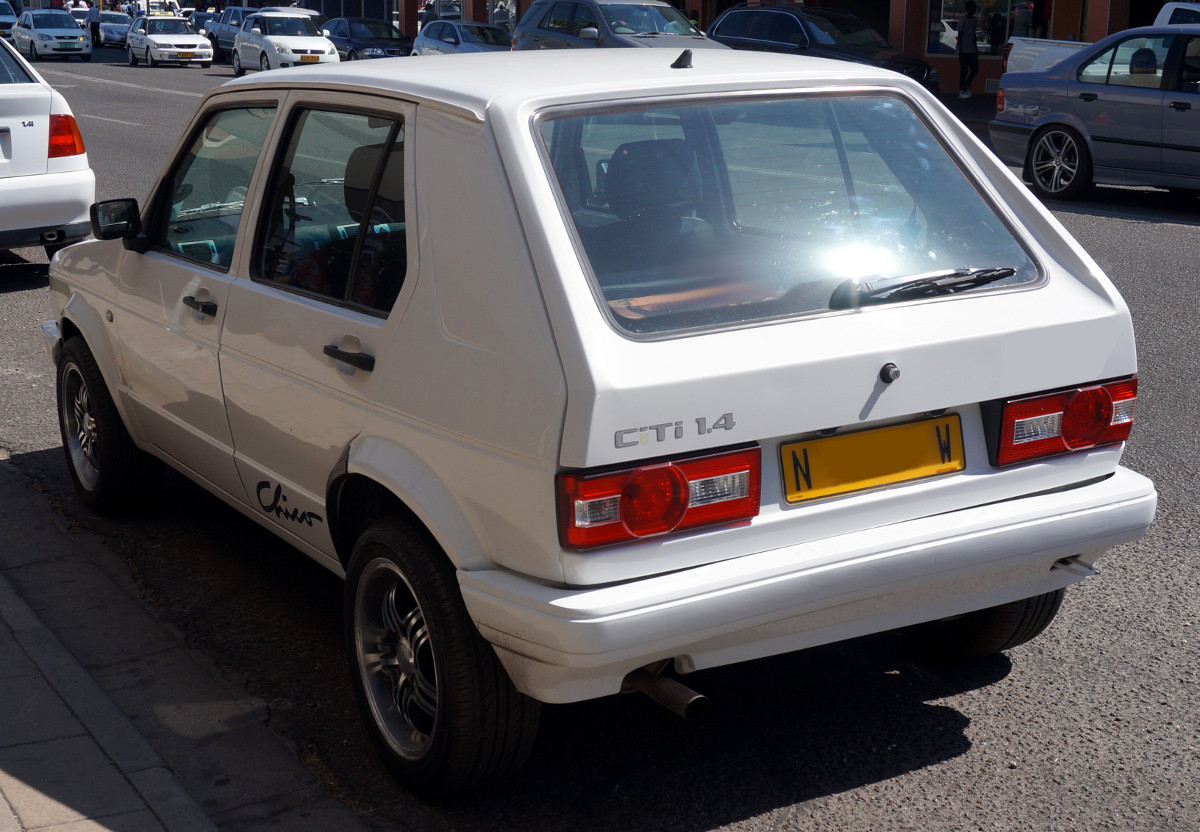
VW Citi Golf Chico mit geänderten Heckleuchten (ab 2007)

Der VW Citi Golf war ein in Südafrika produziertes Modell des Automobilherstellers Volkswagen für den lokalen Markt.

## Produktion
Der VW Golf I wurde seit 1978 in einem Werk in Südafrika gebaut. 1984 begann die Produktion des Golf II in Südafrika. Nachdem dieser sich aufgrund des höheren Preises schlechter als erwartet verkaufte, wurde die Produktion des Golf I als Citi Golf wieder aufgenommen.
Noch bis 2009, also 35 Jahre nach Vorstellung des ersten VW Golf, wurde der vom Golf I abgeleitete Citi Golf äußerlich weitgehend unverändert in Südafrika hergestellt; unter dem Blech des Fahrzeugs steckte zum Schluss allerdings Golf-III- und Polo-III-Technik. Die Optik ist eine Mischung aus Golf-I-, Golf-I-Cabrio- und Golf-II-Elementen, zusammen mit einigen individuellen Designelementen (z. B. Sicke in der C-Säule).
Parallel zum Citi Golf gab es in Südafrika den VW Fox, der dem VW Jetta I sehr ähnlich sieht.
Anfangs war der Citi Golf ausschließlich mit einem 4-Zylinder-Ottomotor mit 1,3 Litern Hubraum und 52 kW (71 PS) erhältlich; als Lackierung standen drei verschiedene Farben zur Auswahl. Die Basismotorisierung wies bei Produktionseinstellung eine Leistung von 54 kW (73 PS) aus 1,4 Liter Hubraum auf, der Innenraum wurde dem Zeitgeist angepasst und hatte ab 2003 einen Armaturenträger vom Škoda Fabia I und ein Lenkrad vom VW Lupo.
Bis zum Jahr 2005 verließen fast 700.000 Exemplare des Citi Golf das Werk in Südafrika. Die Neuzulassungen in Südafrika erreichten 2005 einen neuen Rekord und waren etwa 3,5 mal so hoch wie die des ebenfalls angebotenen, aber weitaus teureren Golf V.
Der Citi Golf wurde ausschließlich als Rechtslenker produziert und erfüllte lediglich die Abgasnorm EU2. Damit konnte er in der EU nicht als Neufahrzeug zugelassen werden; hier galt seit dem 1. Januar 2005 EU4 als Mindeststandard. Auch sicherheitstechnisch konnte er mit europäischen Autos nicht mithalten. Der Basis-Listenpreis des Chico 1.4 betrug in Südafrika im Jahre 2006 67.780 Rand, der VeloCiTi 1.6i 98.800 Rand, das entsprach ca. 6.025 bzw. 8.785 Euro.
Am 2. November 2009 gab der VW-Südafrika-Chef David Powels das Produktionsende des Citi Golf bekannt.

## Modellgeschichte
- 1978: Beginn der Produktion des Golf in Südafrika
- 1984: Fertigung nun als Citi Golf
- 1994: Sondermodell Ritz
- 1995: Sondermodell Chico
- 1996: Produktionsende CTi
- 2000: Sondermodell Life und .com (Produktion bis 2009)
- 2003: Veränderte Armaturen, Sitze und Außenspiegel
- 2007: Veränderte Rückleuchten
- 2009: Einstellung der Produktion

| Technische Daten VW Citi Golf                          |                                                                         |                                                                         |                                                                         |                                                                         |
| VW Citi Golf                                           | 1.4                                                                     | 1.4 S                                                                   | 1.6                                                                     | 1.8                                                                     |
| Motor:                                                 | 4-Zylinder-Reihenmotor (Viertakt)                                       | 4-Zylinder-Reihenmotor (Viertakt)                                       | 4-Zylinder-Reihenmotor (Viertakt)                                       | 4-Zylinder-Reihenmotor (Viertakt)                                       |
| Hubraum:                                               | 1423 cm³                                                                | 1423 cm³                                                                | 1595 cm³                                                                | 1780 cm³                                                                |
| Bohrung × Hub:                                         | 76,5 × 77,4 mm                                                          | 76,5 × 77,4 mm                                                          | 81 × 77 mm                                                              | 81 × 86,4 mm                                                            |
| Leistung bei 1/min:                                    | 54 kW (73 PS) bei 5600                                                  | 62 kW (84 PS) bei 5500                                                  | 74 kW (100 PS) bei 5500                                                 | 90 kW (122 PS) bei 5900                                                 |
| Max. Drehmoment bei 1/min:                             | 108 Nm bei 3800                                                         | 118 Nm bei 4500                                                         | 140 Nm bei 4000                                                         | 162 Nm bei 4200                                                         |
| Verdichtung:                                           | 9,75:1                                                                  | 10:1                                                                    | 10:1                                                                    | 10:1                                                                    |
| Gemischaufbereitung:                                   | Einspritzung                                                            | Einspritzung                                                            | Einspritzung                                                            | Einspritzung                                                            |
| Ventilsteuerung:                                       | OHC, Antrieb über Zahnriemen                                            | OHC, Antrieb über Zahnriemen                                            | OHC, Antrieb über Zahnriemen                                            | OHC, Antrieb über Zahnriemen                                            |
| Kühlung:                                               | Wasserkühlung                                                           | Wasserkühlung                                                           | Wasserkühlung                                                           | Wasserkühlung                                                           |
| Getriebe:                                              | 5-Gang-Getriebe, Frontantrieb                                           | 5-Gang-Getriebe, Frontantrieb                                           | 5-Gang-Getriebe, Frontantrieb                                           | 5-Gang-Getriebe, Frontantrieb                                           |
| Radaufhängung vorn:                                    | Dreieckquerlenker, Federbeine, Schraubenfedern                          | Dreieckquerlenker, Federbeine, Schraubenfedern                          | Dreieckquerlenker, Federbeine, Schraubenfedern                          | Dreieckquerlenker, Federbeine, Schraubenfedern                          |
| Radaufhängung hinten:                                  | Verbundlenkerachse, Längslenker, Schraubenfedern                        | Verbundlenkerachse, Längslenker, Schraubenfedern                        | Verbundlenkerachse, Längslenker, Schraubenfedern                        | Verbundlenkerachse, Längslenker, Schraubenfedern                        |
| Bremsen:                                               | Scheibenbremsen vorne, Trommelbremsen hinten, a.W. Bremskraftverstärker | Scheibenbremsen vorne, Trommelbremsen hinten, a.W. Bremskraftverstärker | Scheibenbremsen vorne, Trommelbremsen hinten, a.W. Bremskraftverstärker | Scheibenbremsen vorne, Trommelbremsen hinten, a.W. Bremskraftverstärker |
| Lenkung:                                               | Zahnstangenlenkung, a.W. servounterstützt                               | Zahnstangenlenkung, a.W. servounterstützt                               | Zahnstangenlenkung, a.W. servounterstützt                               | Zahnstangenlenkung, a.W. servounterstützt                               |
| Karosserie:                                            | Stahlblech, selbsttragend                                               | Stahlblech, selbsttragend                                               | Stahlblech, selbsttragend                                               | Stahlblech, selbsttragend                                               |
| Spurweite vorn/hinten:                                 | 1390/1360 mm                                                            | 1390/1360 mm                                                            | 1390/1360 mm                                                            | 1390/1360 mm                                                            |
| Radstand:                                              | 2400 mm                                                                 | 2400 mm                                                                 | 2400 mm                                                                 | 2400 mm                                                                 |
| Abmessungen:                                           | 3815 × 1610 × 1395 mm                                                   | 3815 × 1610 × 1395 mm                                                   | 3815 × 1610 × 1395 mm                                                   | 3815 × 1610 × 1395 mm                                                   |
| Leergewicht:                                           | ca. 900 kg                                                              | ca. 900 kg                                                              | ca. 900 kg                                                              | ca. 900 kg                                                              |
| Höchstgeschwindigkeit:                                 | 156 km/h                                                                | 170 km/h                                                                | 180 km/h                                                                | 187 km/h                                                                |
| 0–100 km/h:                                            | 11,7 s                                                                  | 10,8 s                                                                  | 9,3 s                                                                   | 8,5 s                                                                   |
| Verbrauch (Liter/100 Kilometer, EU-Norm Stadtverkehr): | 11,3 S                                                                  | 10,7 S                                                                  | 11,2 S                                                                  | 12,6 S                                                                  |